# Ernst Eckstein
Ernst Eckstein, född 6 februari 1845, död 18 november 1900, var en tysk författare.
Eckstein var en ganska lättsam men mångsidig författare. Han skrev humoristiska epos, dikter, reseskisser, kåserier, moderna sedeskildringar och historiska romaner. Hans populäraste verk var Der Besuch im Carcer (1875), en humoresk ur gymnasistlivet.

## Böcker på svenska
- Pensionsflickorna: humoristisk skildring (Huldberg, 1879)
- Besöket i skolfängelset: humoresk (Der Besuch im Carcer) (översättning M. J., Edquist, 1880)
- Minnen från skolan: humoresker (översättning Theodor Rabenius, Edquist, 1881)
- De båda lustspelsförfattarne: novell (översättning C. T., Göteborgs Handels- och Sjöfartstidning, 1881)
- Berättelser (T. Hedlund, 1881)
- Prusias: roman från den romerska republikens sista århundrade (Hæggström, 1884)
- Claudierna: roman från romerska kejsartiden (översättning Walborg Hedberg, Bonnier, 1884)
- Afrodite: en berättelse från gamla Hellas (Aphrodite) (översättning Walborg Hedberg, Bonnier, 1885)
- Nero : historisk roman (översättning Walborg Hedberg, Bonnier, 1888)
- Jorinda (översättning A. W., Lamm, 1888)
- Pia: roman från det 13:e århundradet (översättning Teodor Rabenius, Bonnier, 1889)
- Humoresker (Lundholm, 1890)
- Hertha: roman (Hertha) (översättning Fredrique Paijkull, Svenska Familj-journalen Svea, 1892)
- Kyparissos: roman från det gamla Grekland (Adolf Bonnier, 1895)
- Roderich Löhr: roman (Adolf Bonnier, 1896)
- När lidelserna rasa (översättning Oscar Nachman, B. Wahlström, 1920)
- Camillas misstag (översättning Oscar Nachman, B. Wahlström, 1920)